# 古谷伸
古谷 伸（ふるや おさむ、1920年4月20日 - 2000年9月20日）は日本の撮影監督。京都府出身。日本映画撮影監督協会所属。

## 経歴
1942年に東宝撮影所の撮影助手入社。1949年に東横映画設立に参加し移籍。1960年に撮影技師となる。1975年にフリーとなる。その間、1970年にはトラ・トラ・トラ!で、姫田真佐久らと共にアカデミー賞撮影賞にノミネートされた

## 代表作
- 1970年 - 「柳生十兵衛」（フジテレビ）
- 1972年 - 「忍法かげろう斬り」（関西テレビ）
- 1972年 - 「隼人が来る」（フジテレビ）
- 1973年 - 「長谷川伸シリーズ」（NETテレビ）
- 1974年 - 「次郎長三国志」（NETテレビ）
- 1980年 - 「水戸黄門」（第11部 - 第16部）（TBS）
- 1982年 - 「大岡越前」（第6部、第8部 - 第9部）（TBS）

## 受賞歴
- 1964年 - 京都市民映画祭技術賞